# Anguta
Anguta est le père de Sedna, la déesse de la mer dans la mythologie inuite. Dans certains mythes des Inuits du Groenland, Anguta (également appelé « Son Père » ou Anigut) est considéré comme le dieu créateur et est l'être suprême parmi les Inuits. Dans d'autres mythes, Anguta n'est qu'un veuf mortel. Son nom, qui signifie « homme avec quelque chose à couper », fait référence à sa mutilation de sa fille qui a finalement abouti à sa divinité, un acte qu'il a accompli dans les deux mythes. Anguta est un psychopompe, transportant les âmes de la terre des vivants vers le monde souterrain, appelé Adlivun, où sa fille règne. Ces âmes doivent ensuite y dormir pendant un an avant de se rendre à Qudlivun (ceux au-dessus de nous) sur la Lune où elles apprécieront la béatitude éternelle. Il est également connu sous le nom d'Aguta. 